# 精密國際AW50F狙擊步槍
精密國際AW50F（英語：Accuracy International Arctic Warfare 50 Folding）是一款由英国槍械製造商精密國際所設計和生產的北極作戰（英語：Arctic Warfare）系列的重型狙击步枪（反器材步槍），為AW50的摺疊式槍托版本（這也是精密國際AW的一種衍生型）。目前正被澳大利亚军队所使用，不過澳大利亞採用了Madco公司所生產的槍管和折疊式槍托。發射12.7×99毫米北約口徑（.50 BMG）制式步枪子彈，例如多用途的Mk 211 Mod 0高爆燃燒穿甲彈（英語：High Explosive Incendiary/Armor Piercing Ammunition，簡稱：HEIAP）或其他彈種。

## 概述
AW50F與AW50一樣，是一款遠程精確手動式狙擊步槍，並且為了摧毀多款對象，包括雷达裝置、輕型汽车（包括輕型装甲车）、野戰工事、船隻和彈藥庫等目標而設計。其標準子彈可以在一發以內結合了貫穿、高爆和燃燒等效果。
雖然AW50F的步槍主體是由在英國製造，不過槍管部份是澳大利亞在昆士蘭州图文巴的Madco公司生產。
AW50F步槍全重為15公斤，重量大約是一枝典型的突击步枪的4倍。而NM140 .50口徑子彈，也是非常沉重的彈種。這是一把非常沉重的武器，但因加上槍口前端的圓筒型制退器、槍托內部的液壓緩衝系統和橡膠製造的槍托底版，使AW50F的後座力相對較低，並且大大提高了其準確性。而機匣下方的5發可拆卸彈匣，使AW50F可以快速重新裝填。
MIL-STD-1913戰術導軌可以裝上多種的瞄準裝備；AW50F最普遍使用的是施密特-本德爾警用神槍手二型（英語：Police Marksman II，簡稱：PM II）3—12×50毫米光学狙擊鏡連一塊內部頂端瞄準線分劃版，0.2弧度（以喀嚓聲表示）、海拔1,500公尺（1,640.42码，4,921.26英尺，0.93英里）和具激光防護功能。該步槍也可裝上夜視瞄準鏡，例如是西姆拉德公司的KN系列或Hensoldt公司的NSV 80。
AW50F步槍的槍托可以摺疊，摺疊後可縮短全長約250毫米（9.84英吋），令其更容易在狹窄的載具內運輸和攜帶；它可以依靠護木前端的可摺疊及調節式兩腳架和槍托底部的後腳架支撐。槍背帶環有4個，可以裝上槍背帶，並在運送時舒適地背著或狙擊時協助控制此槍。

## 衍生型
精密國際AW50FT（英語：Accuracy International Arctic Warfare 50 Folding Titanium）是AW50F的钛金屬部件改進型版本。空槍僅重12.73公斤（28.06磅），其餘與AW50F相同。

## 使用國
- - 澳大利亞陸軍
  - 澳大利亞皇家海軍
- - 大韓民國陸軍第707特殊任務營
  - 大韓民國海軍特戰戰團
- 新西兰
  - 紐西蘭國防軍
- 西班牙
  - 西班牙空軍傘降工兵團
- 英国
  - 英國特種部隊

## 流行文化

### 電視劇
- 2002年—《極限權利第一季》：於第2集反全球化恐怖組織要求傑米·道以AW50F刺殺銀行家萊昂貝格。

### 电子遊戲
- 2004年—：裝上虛構的數字示波狙擊鏡，命名為「狙擊步槍」，奇怪地移除了槍托底部的後腳架和使用凹槽槍管。
- 2007年—：最早於韓國版2012年5月31日時推出，命名為「AW50」。使用啞黑色及橄欖色槍身、5發容量彈匣和2—4倍放大倍率的瞄準鏡。奇怪地第一人稱視角的武器模組採用鏡像佈局（右手持槍時拉機柄及拋殼口在左邊），而且在空倉重新裝填後玩家角色不會為槍械上膛。港台地區於2012年6月12日推出；中国大陆地區於2010年6月13日推出；在各地版本均已開放使用，但泰國版及土耳其版因結束營運的關係而不會在這兩個版本開放使用。

## 資料來源
1. 1 2  Jones, Richard D. Jane's Infantry Weapons 2009/2010. Jane's Information Group; 35 edition (January 27, 2009). ISBN 978-0710628695.
2. 1 2 3 4 5 6  AW50F information （页面存档备份，存于） from Australian Government, Department of Defence Home Page

## 外部連結
- （英文）—AW50F .50 Caliber Rifle
- （简体中文）—D Boy Gun World（槍炮世界）—AW50 （页面存档备份，存于）
- （繁體中文）—人民網—英軍將裝大口徑狙擊步槍 AW50F專門排除爆炸物 （页面存档备份，存于）